# Bahnhof Yūbetsu
Der Bahnhof Yūbetsu (jap. 湧別駅, Yūbetsu-eki) ist ein ehemaliger Bahnhof auf der japanischen Insel Hokkaidō. Er befand sich in der Unterpräfektur Okhotsk auf dem Gebiet der Stadt Yūbetsu und war von 1916 bis 1989 in Betrieb.

## Beschreibung
Yūbetsu war die nördliche Endstation einer 4,9 km langen Zweigstrecke der Nayoro-Hauptlinie, die in Naka-Yūbetsu abzweigte. Der Bahnhof lag im Stadtteil Sakaemachi, etwa einen halben Kilometer von der Küste des Ochotskischen Meeres entfernt. Er war von Süden nach Norden ausgerichtet und verfügte über ein Gleis für den Personenverkehr. Der Bahnsteig und das hölzerne Empfangsgebäude standen an der Westseite der Anlage, das Gleis endete rund 100 Meter weiter nördlich stumpf. Vor der Einstellung des Güterverkehrs verfügte der Bahnhof über zwei zusätzliche Gleise, vor allem für das Beladen von Holz.

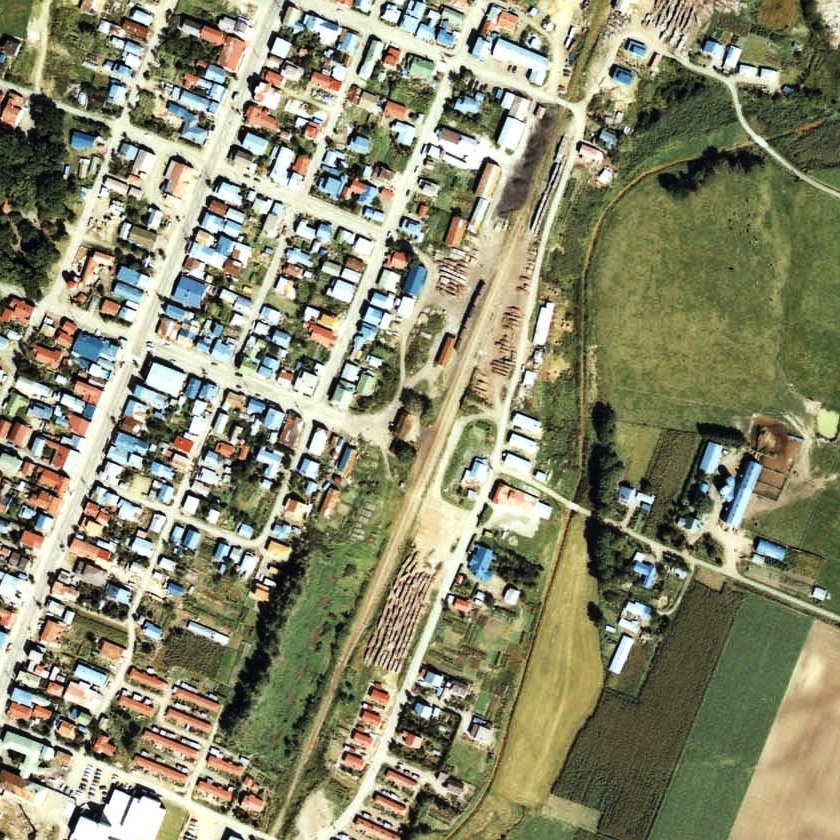
Luftansicht (1977)

Von der Anlage ist nichts erhalten geblieben, das Gelände ist mit einer Feuerwache und einem Kulturzentrum überbaut worden. An den früheren Bahnhof erinnert ein kleines Denkmal vor der Feuerwache.

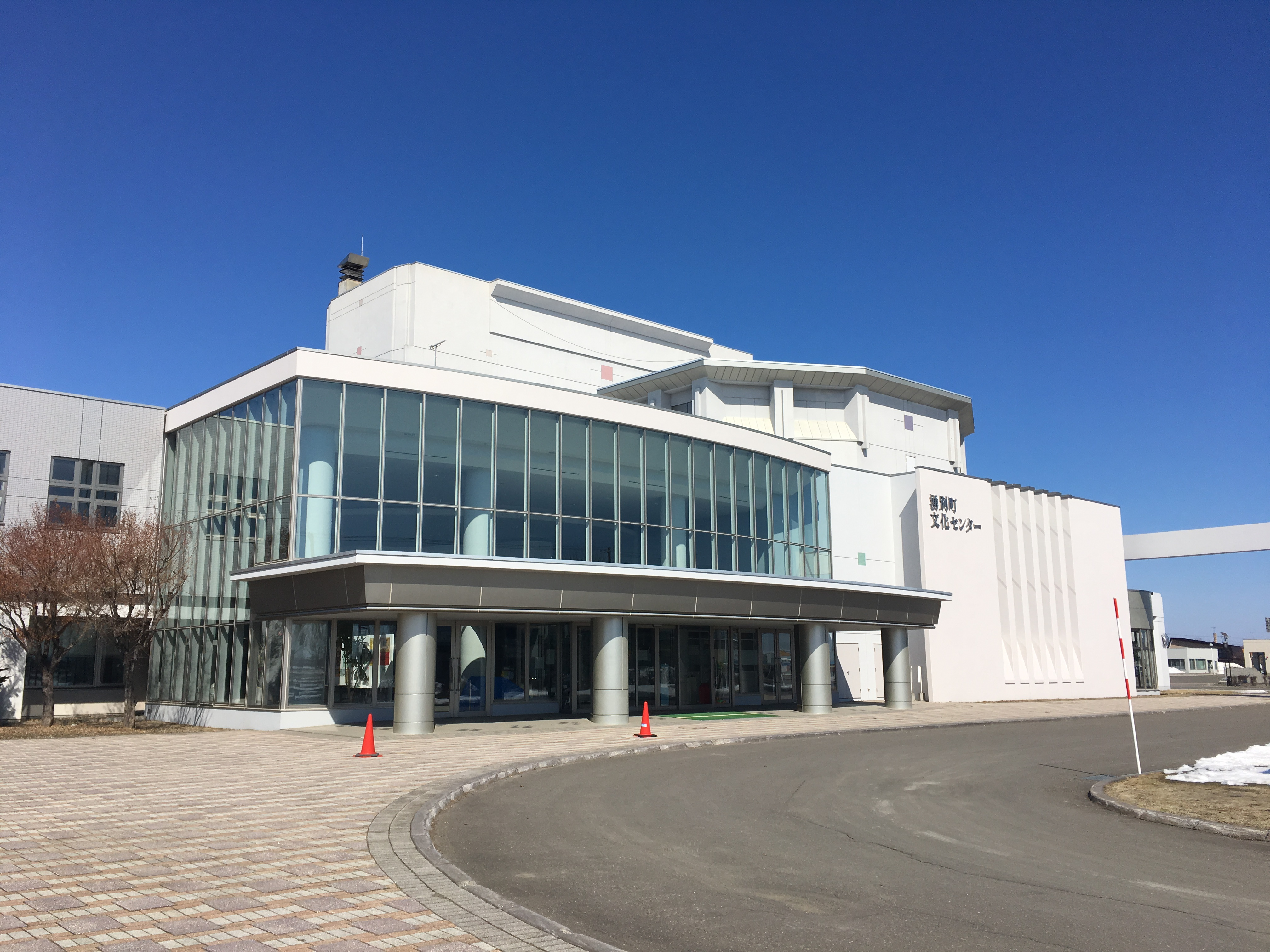
Auf dem Bahnhofsgelände wird das Yubetsu-Kulturzentrum Sazanami errichtet.

## Geschichte
Das Eisenbahnamt (das spätere Eisenbahnministerium) eröffnete den Bahnhof am 21. November 1916, zusammen mit dem Abschnitt Kaisei–Yūbetsu der Yūbetsu-Linie (湧別線, Yūbetsu-sen). Am 1. Oktober 1932 wurden die Yūbetsu-Linie und die Nayoro-Linie (Engaru–Naka-Yūbetsu–Nayoro) zur Nayoro-Hauptlinie zusammengefügt. Die lokale Bahngesellschaft Yūbetsu Kidō eröffnete am 12. Februar 1930 eine 6,2 km lange Kleinbahn. Sie hatte eine Spurweite von 762 mm, verfügte über Dieseltriebwagen und führte vom Bahnhof Yūbetsu nach Teinei am Ufer des Saroma-Sees. Ihre Stilllegung erfolgte bereits neun Jahre später am 1. September 1939.
Aus Kostengründen stellte die Japanische Staatsbahn am 1. Dezember 1978 den Güterumschlag ein, am 1. Februar 1984 auch die Gepäckaufgabe. Ab 1. November 1986 war der Bahnhof nicht mehr mit Personal besetzt und fünf Monate später, am 1. April 1987, ging er im Rahmen der Staatsbahnprivatisierung in den Besitz der neuen Gesellschaft JR Hokkaido über. Diese legte am 1. Mai 1989 die gesamte Nayoro-Hauptlinie still.